# Kasper Kusk
Kasper Kusk (Aalborg, 10 novembre 1991) è un calciatore danese, centrocampista del Silkeborg.

## Caratteristiche tecniche
Interno di centrocampo, può essere schierato anche sulla fascia destra.

## Carriera

### Club
Dopo aver esordito tra i professionisti con l'Aalborg, il 15 luglio 2014 il giocatore danese si trasferisce al Twente. Il 15 maggio 2015, dopo una sola stagione nei Paesi Bassi, viene acquistato dal Copenaghen, con cui firma un contratto quinquennale.

### Nazionale
Ha giocato nella nazionale danese Under-21.
Tra il 2013 ed il 2014 ha giocato complessivamente 10 partite nella nazionale maggiore danese.

## Statistiche

### Cronologia presenze e reti in nazionale
| Cronologia completa delle presenze e delle reti in nazionale ― Danimarca | Cronologia completa delle presenze e delle reti in nazionale ― Danimarca | Cronologia completa delle presenze e delle reti in nazionale ― Danimarca | Cronologia completa delle presenze e delle reti in nazionale ― Danimarca | Cronologia completa delle presenze e delle reti in nazionale ― Danimarca | Cronologia completa delle presenze e delle reti in nazionale ― Danimarca | Cronologia completa delle presenze e delle reti in nazionale ― Danimarca | Cronologia completa delle presenze e delle reti in nazionale ― Danimarca |
| Data                                                                     | Città                                                                    | In casa                                                                  | Risultato                                                                | Ospiti                                                                   | Competizione                                                             | Reti                                                                     | Note                                                                     |
| ------------------------------------------------------------------------ | ------------------------------------------------------------------------ | ------------------------------------------------------------------------ | ------------------------------------------------------------------------ | ------------------------------------------------------------------------ | ------------------------------------------------------------------------ | ------------------------------------------------------------------------ | ------------------------------------------------------------------------ |
| 26-1-2013                                                                | Tucson                                                                   | Canada                                                                   | 0 – 4                                                                    | Danimarca                                                                | Amichevole                                                               | -                                                                        | 49’                                                                      |
| 31-1-2013                                                                | Glendale                                                                 | Messico                                                                  | 1 – 1                                                                    | Danimarca                                                                | Amichevole                                                               | -                                                                        | 46’                                                                      |
| 5-6-2013                                                                 | Aalborg                                                                  | Danimarca                                                                | 2 – 1                                                                    | Georgia                                                                  | Amichevole                                                               | -                                                                        | 79’                                                                      |
| 14-8-2013                                                                | Danzica                                                                  | Polonia                                                                  | 3 – 2                                                                    | Danimarca                                                                | Amichevole                                                               | -                                                                        | 46’                                                                      |
| 15-10-2013                                                               | Copenaghen                                                               | Danimarca                                                                | 6 – 0                                                                    | Malta                                                                    | Qual. Mondiali 2014                                                      | -                                                                        | 53’                                                                      |
| 15-11-2013                                                               | Herning                                                                  | Danimarca                                                                | 2 – 1                                                                    | Norvegia                                                                 | Amichevole                                                               | -                                                                        | 75’                                                                      |
| 5-3-2014                                                                 | Londra                                                                   | Inghilterra                                                              | 1 – 0                                                                    | Danimarca                                                                | Amichevole                                                               | -                                                                        | 46’                                                                      |
| 22-5-2014                                                                | Debrecen                                                                 | Ungheria                                                                 | 2 – 2                                                                    | Danimarca                                                                | Amichevole                                                               | -                                                                        | 46’                                                                      |
| 28-5-2014                                                                | Copenaghen                                                               | Danimarca                                                                | 1 – 0                                                                    | Svezia                                                                   | Amichevole                                                               | -                                                                        | 70’                                                                      |
| 3-9-2014                                                                 | Odense                                                                   | Danimarca                                                                | 1 – 2                                                                    | Turchia                                                                  | Amichevole                                                               | -                                                                        | 46’                                                                      |
| Totale                                                                   |                                                                          | Presenze                                                                 | 10                                                                       |                                                                          | Reti                                                                     | 0                                                                        |                                                                          |

## Palmarès

### Club

#### Competizioni nazionali
- Campionato danese: 3

Aalborg: 2013-2014
Copenhagen: 2015-2016, 2016-2017
- Coppa di Danimarca: 4

Aalborg: 2013-2014
Copenhagen: 2015-2016, 2016-2017
Silkeborg: 2023-2024